# God of War (videojoc de 2018)
God of war és un videojoc de violència, aventura, acció i habilitat, desenvolupar per SCE Santa Monica Studio i oficialment publicat per Sony Interactive Entertainment, el 20 d'abril del 2018. Aquest ha estat l'octava entrega de God of War. Kratos i Atreus (els protagonistes) hauran de fer un llarg viatge, on s'enfrontaran a enemics, faran amics i enfortiran la relació pare-fill. Principalment la trama succeeix en Midgard, però també hauran de viatjar a altres Regnes per aconseguir el seu objectiu.

## Argument
L´història comença a Midgard. Kratos porta llenya dels arbres marcats per Faye per cremar el cadàver de la seva esposa Faye que era una gegant molt important a la mitología nórdica amb la seva destral leviatan. En apagar-se la foguera d'insinerament, el pare recull les cendres, per portar-les cap a la muntanya més alta de tots els Regnes. Abans d'iniciar el viatge, Kratos (el pare), ensenya a caçar a Atreus (el fill). Durant l'entrenament, es troben un trol i el derroten. Més tard, una inesperada visita d'un Déu, amenaça a Kratos i lluiten. Kratos torna a casa pensant que ha matat el Déu.
Aleshores, inicien el viatge cap a la cima de la muntanya, on es trobaran molts enemics. Durant el viatge es troben amb un nan (Brok), que assegura haver fabricat la destral de Leviatan i amb una bruixa (Freia), que practica màgia. Freia, és amable i els ajuda a seguir camí adequat. Al seguir, es troben amb un llac (el llac dels nou) on es troba el temple de Tyr, que surt a la superfície quan la serp del món emergeix del llac.
Al llac, es troben a Brok, on hi té una tenda. El temple serveix per viatjar entre Regnes (Alfheim, Helheim, Muspelheim, Asgard, Jötunheim, Niflheim, Vanaheim i Svartalfheim). Midgard està al centre de tots ells.
Kratos i Atreus continuen el seu viatge cap al cim. De camí, es troben al nan Sindri (germà de Brok) i més endavant, un alè negre els impedeix continuar. Aleshores, de sobte, apareix la bruixa del bosc i els explica que per tal de poder atravesar aquest alè, necessiten la llum pura d'Alfheim.
Kratos i Atreus viatgen a Alfheim, el Regne dels elfs, on els elfs foscos i els elfs de la llum, estan en guerra.
Per a arribar fins a la llum pura d'Alfheim, es troben molts enemics.
Quan aconsegueixen trobar-la, la poden introduir en un bifrost, tal com els explica la Bruixa Freia. (el bifrost és un objecte màgic que emmagatzema la llum i serveix per poder viatjar entre regnes).
Kratos i Atreus tornen a Midgard (amb la llum) i continuen el seu viatge superant la “boira negra”.
Per pujar la muntanya, s'enfronten a diversos trencaclosques i enemics, entre ells un trol de gel i un drac (Hræzlyr).
Amb la dent del drac (que li agafen un cop derrotat), Sindri (germà de Brok), crea un nou tipus de fletxa (elèctrica), per haver-lo salvat del drac.
Al arribar a la cima, amagats, escolten a tres déus (Baldur, Magni i Modi) parlant amb un arbre, d'ells dos. Dialoguen amb l'arbre, preguntant on poden trobar-los per a eliminar-los.
Al anar-se’n, Kratos i Atreus s'aproximen a l'arbre i veuen que és una persona atrapada. L'arbre els veu i es presenta “-Hola, sóc Mimir l'home més llest de tots els Regnes-”.
Mimir assegura que aquesta no és la muntanya que busquen i els diu que la muntanya més alta de tots els Regnes es troba a Jötunheim. A canvi de l'informació, els demana la llibertat.
Kratos degolla a Mimir i porten el cap a casa de la bruixa del bosc (Freia) on el tornen a la vida convertint-se així en un cap parlant. Mimir, decideix acompanyar a Kratos i Atreus en la resta del seu viatge per aconsejar i ajudar-los. Mimir coneix la llengua de la serp del món i parla amb ella per esbrinar com anar a Jötunheim, ja que és l'únic Regne al que no poden arribar a través del temple de Tyr.
La serp també els diu que abans, han d'aconseguir un cinsell màgic, que es troba en el cadàver de Thamur (un gegant mort per Thor per tal de poder obrir les portes segellades amb màgia, del temple.
Durant el viatge per aconseguir el cinsell màgic, Kratos i Atreus es troben a molts enemics, entre ells un ogre, un troll i al final a Magni i Modi.
Durant l'enfrontament amb Magni i Modi, Kratos aconsegueix matar a Magni i Modi i atemorit, fuig.
Al finalitzar la batalla, Atreus comença a tossir y a expulsar sang. Atreus va estar molt malalt en la seva infància i Kratos es preocupa en veure que Atreus comença a tossir sang, però, Atreus decideix continuar el viatge.
Kratos i Atreus acompanyats pel cap de Mimir, (que Kratos porta penjat a la cintura), tornen al temple de Tyr i amb el cinsell màgic obren la primera porta segellada amb màgia.
Al entrar, apareix Modi i intenta matar-los. Fracassa i torna a escapar.
Atreus es desmaia i Kratos el porta amb Freia. La bruixa els diu que per salvar a Atreus necessita el cor del guardià d'Helheim.
Kratos abans d'anar pel cor, passa per casa seva, per agafar una arma del seu passat: Les Espases del Caos.
Allà, se li apareix Atenea i li diu que no pot escapar del seu passat.
Kratos viatja a Helheim i derrota al guardià. Porta el cor a Freia i així Atreus desperta.
Tornen a la càmera secreta del temple de Tyr on agafen la runa negra (per poder anar a Jötunheim) superant moltes trampes.
En arribar a la cima, Atreus marca la runa de Jötunheim en el portal i amb el cinsell màgic obren la porta del Regne.
Baldur, interromp i ataca a Kratos. Lluitant, Kratos trenca sense voler, la porta de Jötunheim.
Atreus culpa a Kratos i li dispara. Atreus també intenta matar a Baldur, però aquest, li pega i aconsegueix emportar-se’l amb un drac.
Kratos, corrent, arriba al drac abans que s'enlairi i es baralla amb Baldur mentre volen.
El drac ferit durant la lluita mor i ells cauen al temple de Tyr, on Baldur vol portar a Atreus a Asgard. Kratos ho impedeix i fa viatjar a tots a Helheim per equivocació. Escapant d'Helheim, Kratos i Atreus, descobreixen que Baldur és fill de Freia i que ella li va atorgar la maledicció de no poder sentir res, per tal de protegir-lo. Però Baldur, odia a mort a la seva mare pel que li va fer.
Kratos i Atreus escapen d'Helheim improvisant un vaixell volador.
Durant el trajecte es troben a molts enemics i veuen, en una visió, com Kratos mata a Zeus (el seu pare). Atreus diu no haver vist res.
Sortint d'Helheim descobreixen una càmera oculta en el temple de Tyr on troben un objecte misteriós de Tyr.
Brok i Sindri crean i els entreguen una clau, per poder obrir un altre porta oculta en el temple de Tyr, on troben la pedra de la unitat, que Mimir els explica, serveix per viatjar al Regne entre regnes.
Viatgen al Regne entre Regnes i els apareixen davant, la porta original de Jötunheim ocultada per Tyr.
Per portar la porta a l'exterior, s'enfronten amb enemics de cada Regne, fins a arribar a Midgard.
Però per poder viatjar a Jötunheim, ara, els falta un ull, de Mimir, que Odin li va arrebatar.
Per recuperar l'ull, entren a l'interior de la serp del món, on es troba el cofre que es va tragar, amb l'ull dins.
Sortint de la serp Baldur, interromp i fa caure a la serp. Kratos i Atreus cauen a l'exterior i es troben amb Freia.
Aleshores Baldur reapareix i intenta matar a Freia per la maledicció que li va atorgar.
Kratos en veure que Baldur està a punt de matar a Freia, per la que sent un profund agraïment per l'ajuda que els ha donat tants cops, l'interromp. Kratos i Atreus lluiten conta Baldur. Freia durant el combat intenta protegir el seu fill (Baldur) fent màgia i impedint que Kratos el mati. Però, Baldur és derrotat. En conseqüència Freia jura que farà caure tots els maleficis a Kratos i se'n va plorant agafant el cadàver de Baldur.
Ja amb els dos ulls de Mimir, Kratos i Atreus, poden obrir pas al Regne de Jötunheim.
Un cop dins, descobreixen que Faye, era una gegant i que Atreus és meitat Déu, meitat gegant i meitat mortal.
Finalment, Kratos i Atreus, arriben al pic més alt de Jötunheim i escampen les cendres de Faye.

## Personatges

### Amics
-Kratos - és el protagonista de God of War al costat del seu fill Atreus. Fill de Zeus (Déu de deus). Procedent d'Esparta, aparenta no tenir sentiments però en té tants com secrets que no ha dit a Atreus (el seu fill). En aquest joc Kratos acompanya a Atreus en una missió personal, tirar les cendres de Faye, (la difunta dona de Kratos) en la cima de la muntanya més alta de tots els Regnes. Utilitza la destral de Leviatán de la seva difunta dona i les espases del caos com a armes. També utilitza el seu poder de Déu: La Fúria Espartana.
Atreus - fill de Kratos i Faye, meitat gegant, meitat Déu i meitat mortal. Encara és jove i haurà d'aprendre a lluitar per sobreviure. El seu pare, Kratos, li ensenyarà com controlar la fúria, utilitzar el cap i no caure en provocacions. Utilitza un arc com a arma, fet per Faye. Pot combinar tres tipus de fletxa: de combat, èlfica i elèctrica.
Brok i Sindri - són nans ferrers molt famosos. Són molt diferents els uns dels altres. A Sindri no li agrada gens de brutícia, la mugre, Brok en canvi és brut i ronyós. Junts van fabricar el martell de Thor i la destral de Leviatan, entre moltes altres armes, armadures...
Deessa Freia - controla molt bé la màgia. Mare de Baldur i ex esposa d'Odin.
Mimir - va ser atrapat dins d´un arbre per Odin. Kratos l'allibera degollant-lo i Freia el torna a la vida convertint-lo en un cap viu. Ajuda a Kratos i a Atreus en el seu viatge. Es considera el més llest del món. Pot comunicar-se amb la serp del món.
Mótsognir - el rei nan. Un dels fills d'Ivaldi. Governava als humans de Veithurrgard i Konùnsgard. Va capturar tres dracs per obtenir la seva “fúria”, va matar a gent innocent per obtenir els seus “crits” i després va morir a mans dels mateixos quan van tornar en forma infernal. Allò va ser el “sacrifici definitiu” per obtenir una armadura llegendària.
Serp del món (Jörmungard) - És un Gegant. Es diu que és tan gran que rodeja tot Midgard. Mimir coneix la seva llengua i pot parlar-la. Diu la profecia que Jörmungard està destinat a morir en el Ragnarok combatent a Thor.
Andvari - és un nan, que per equivocació, tot experimentant, junt amb els seus socis, va crear els devora ànimes. Els devora ànimes, absorbeixen  les ànimes i quan van intentar absorbir la seva, ell la va aconseguir que absorbís la seva un anell, on es va quedar, protegit i atrapat, alhora. Atreus aconsegueix entendre el que diu.

### Enemics

#### Aesir
-Baldur - fill d'Odin i Freia, germà de Thor. No sentia res per una maledicció que Freia (la seva mare) li va atorgar perquè no morís. Kratos el va matar, després que una punta de fletxa de vesc, li desfés la maledicció.
-Magni - fill major de Thor. Té una espasa gegant. Pot utilitzar el poder del raig i és un infam. Kratos el va matar.
-Modi - el fill més jove de Thor. També sap disparar rajos i utilitza un escut. Atreus el va matar.

#### Valquíries
-Eir - és sanadora, callada, i tranquil·la. Sana ferides de Déus i mortals...
-Geirdriful - és mestre d'armes en el Valhalla i responsable d´armar i entrenar als einherjar d'Odin (el seu exèrcit per quan arribi el Ragnarök.
-Göndul - és persuasiva e ingeniosa. Té una figura tan impactant, que torna els homes literalment bojos. Odin li va prohibir trepitjar Midgard després d'un temps, doncs, la bogeria, no és benvinguda en el Valhalla.
-Gunnr - senyora de la guerra. En qualsevol conflicte, gran o petit, és la primera a arribar i dictar que els esperits dignes anessin al Valhalla. Una de les preferides d'Odin.
-Hildr - senyora de la batalla. Viu pel conflicte, sembrant-lo i observant-lo.
-Kara - Severa. Molt tranquil·la, fins que canvia l'aire i esclata tota la seva fúria i desencadena  la tempesta. Les seves llàgrimes netegen la sang que volateija pels camps de les batalles.
-Olrun - filla d'un poderós líder, mort, defensant-lo d'un atac de lladres. Va ser traslladada al Valhalla, on va decidir dedicar la seva altra vida a perseguir el coneixement per sobre de tot. Odin la va nomena historiadora de les valquíries.
-Ròta - és una de les que escullen als morts.
-Sigrun - és reina de les valquíries. Quan la reina original, Freia, va perdre les seves ales davant d'Odin, Sigrun va acceptar el seu lloc de mala gana.

#### Trolls
-Daudi Brenna
-Daudi Hamarr
-Daudi Kaupmadr
-Daudi Munr
-Devoramorts
-Grendel del Gebre
-Grendel de les Cendres
-Járn Fótr
-Máttugr Helson
-Rey Barbapétrea

#### Primordial
-Draugr:
-Draugr (doble arma)
-Draugr (explosiu)
-Draugr (arma potent)
-Draugr (projectil)
-Draugr (escud)
-Draugr (ràpid)
-Draugr (pesat)
-Antic de foc
-Mal somni de foc
-Antic del bosc
-Antic de gebre
-Antic de gel
-Antic de lava
-Devoraanimes
-Tragaanimes
-Antic de pedra

#### Sedr
-Prole
-Gullveig
-Mal somni
-Mal somni parasitós
-Mal somni explosiu
-Legió
-Lladre Aparició (venenosa)
-Aparició (invocadora)
-Ombra
-Viatger
-Viatger campió
-Viken

#### Bèsties
-Fafnir
-Hræzlyr
-Ogre ferotge
-Ogre
-Otr
-Llop ponzoñoso
-Llop rabiós
-Reginn
-Tatzelwurm
-Tatzelwurm maleït
-Wulver 
-Wulver ferotge

#### Infernals
-Prole de Hel
-Lladre de Hel
-Lladre de Hel guàrdia
-Lladre de Hel senyor
-Aparició de Hel
-Ombra de Hel arquera
-Ombra de Hel exploradora
-Viatger de
-Hel Hel-viken
-Mal somni de gel

#### Elfs
-Elf fosc Senyor elf fosc
-Elf fosc guerrer 
-Svartáljqfurr
-Els elf de la llum 
-Elf fosc invocador
-Mal somni sombriu

## Rebuda
God of war no ha decebut a la comunitat i s'ha emportat notes molt altes.
3Djuegos 9,5 
ING Espanya 9 
Meristation 9,2 
Vandal 9,4 
Hobby Consolas 96 
Areajugones 9,9

## Vendes
God of war ha estat un dels grans èxits de l'any 2018. Es va col·locar com el segon joc més venut de l'any en només tres setmanes.
3 milions de còpies venudes en tot el món, en tres dies

## Llançament
El joc va sortir el 20 de abril de 2018 en exclusiva per a Playstation 4